# Sigrid Fridman
Sigrid Fridman, née le 23 novembre 1879 à Haparanda et morte le 8 janvier 1963 à Stockholm, est une sculptrice suédoise.

## Biographie
Sigrid Fridman naît à Haparanda le 23 novembre 1879.
Elle étudie la sculpture auprès d'Antoine Bourdelle à l'Académie de la Grande Chaumière. Ses deux premières expositions sont en 1917 à l'école d'art Valand et en 1919 à Ny Konst.
Elle fait partie d'un groupe d'intellectuels où se trouvent notamment Sigrid Leijonhufvud, Lydia Wahlström et Klara Johanson. Avec cette dernière, elle a une liaison. Johanson publie un livre sur Fridman en 1948.
Elle meurt à Stockholm le 8 janvier 1963. Elle est enterrée au cimetière de Borgholm, sur l'île d'Öland.